# Gruibingen

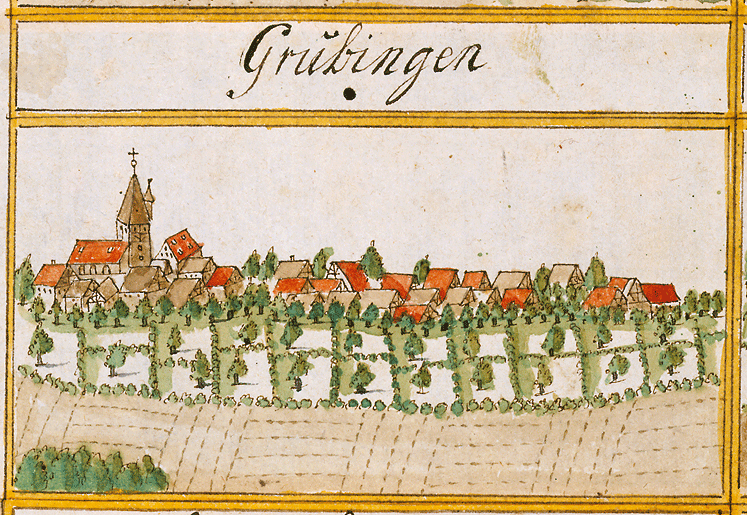
Gruibingen 1683/1685 im Kieserschen Forstlagerbuch

Gruibingen ist eine Gemeinde im Landkreis Göppingen in Baden-Württemberg.

## Geographie

### Geographische Lage
Gruibingen liegt zwischen Stuttgart und Ulm vor der Hochfläche der Schwäbischen Alb in einem Seitental der Fils. Die Bundesautobahn 8 führt zwischen Aichelberg und Mühlhausen im Täle östlich der Ortschaft vorbei.

### Gemeindegliederung
Zu Gruibingen gehören das Dorf Gruibingen, das Gehöft Kaltenwanghof und das Haus Exenmühle sowie die abgegangenen Ortschaften Chaldenwank und Ulrichstetten (?).

### Flächenaufteilung
Nach Daten des Statistischen Landesamtes, Stand 2014.

## Geschichte

### Mittelalter und frühe Neuzeit
Archäologische Grabungen in der St. Martinskirche belegen, dass die Besiedlung des Gruibinger Tals bis ins Frühmittelalter zurückreicht. Grabfunde belegen die Anwesenheit reicher Personen vor Ort: Unter anderem wurde ein goldener Ohrring gefunden, der auf ein ehemals sehr reich ausgestattetes Adelsgrab hinweist. Daneben gibt es Hinweise auf die Bestattung eines Klerikers, dessen Grabausstattung Bezüge in den romanischen, vielleicht burgundischen Raum verrät. Siedlungsspuren aus der Merowinger- und Karolingerzeit finden sich direkt nördlich der Martinskirche sowie am nördlichen Ortsausgang, was auf eine ursprünglich polyzentrische Siedlungsstruktur verweist.
Erstmals urkundlich erwähnt wurde Gruibingen im Jahr 861 im Stiftungsbrief zur Gründung von Kloster Wiesensteig. Darin wurde das Kloster als in griubingaro marco liegend bezeichnet. Verschiedene Hinweise in Zusammenhang mit der Klosterstiftung deuten darauf hin, dass Gruibingen damals immer noch ein wichtiger Herrschaftspunkt war und die Klosterstiftung möglicherweise von Gruibingen ausgegangen sein könnte.
Dennoch gelang es keiner dieser Grundherrschaften, eine Ortsherrschaft aufzubauen. Gruibingen verfügte weiterhin über die Blutgerichtsbarkeit, ein eigenes Maß und ein uraltes Marktrecht. Im 15. Jahrhundert wurde es sogar als Freidorf bezeichnet, was die Bedeutung nochmals unterstreicht.
Erst zwischen 1418 und 1533 wurde Gruibingen der Status eines Freidorfes von der Grafschaft Württemberg aberkannt und es wurden die alten Freiheiten und Rechte eingeschränkt. Während der Reformation wurde der Ort als Teil Württembergs evangelisch. Von nun an lag Gruibingen nicht nur an der Herrschaftsgrenze zwischen dem Herzogtum Württemberg und der Grafschaft Helfenstein, sondern auch an einer Glaubensgrenze zwischen der evangelischen und der katholischen Konfession, was die weitere Entwicklung beeinflussen sollte.
Der Ort gehörte bis 1485 zum württembergischen Amt Kirchheim, danach zum Amt Göppingen.
Während des Dreißigjährigen Krieges (1618–1648) gab es Not und Elend; es starben durch Kriegseinwirkungen, Seuchen und Krankheiten 131 Männer. Gegen Ende des Krieges 1647 wurde das Dorf geplündert und in Brand gesteckt. 130 Häuser und Scheunen brannten nieder. Bereits 21 Jahre später gab es eine weitere Brandkatastrophe, die durch einen Dorfschmied ausgelöst wurde und welcher der ganze Ort, mit Ausnahme von Kirche, Pfarrhaus, Fruchtkasten, Zehntscheuer und einem einzigen Bauernhaus zum Opfer fiel. Sieben Menschen kamen in den Flammen um.
Der Ort konnte nicht wieder zu seiner ursprünglichen Größe heranwachsen und 1712 heißt es sogar, dass „durch den Flecken keine Strass durchgehet“. Die wirtschaftlichen Verhältnisse beschränkten sich weitgehend auf eine kleinbäuerliche Landwirtschaft und wenige Handwerker.

### 19. und 20. Jahrhundert
Bei der Umsetzung der neuen Verwaltungsgliederung im 1806 gegründeten Königreich Württemberg wurde Gruibingen zunächst von 1808 bis 1810 kurzzeitig dem Oberamt Wiesensteig unterstellt, kam jedoch schon 1810 wieder zum Oberamt Göppingen.
Gruibingen war von der Industrialisierung im 19. Jahrhundert weitestgehend abgeschnitten. Die Bewohner lebten weiterhin von der Landwirtschaft und kleinen Nebengewerben.
Erst im 20. Jahrhundert boten sich Erwerbsmöglichkeiten auch außerhalb der Landwirtschaft.
Bei der Kreisreform während der NS-Zeit in Württemberg gelangte Gruibingen 1938 zum neu umrissenen Landkreis Göppingen.
Nach dem Zweiten Weltkrieg war der Ort Teil der Amerikanischen Besatzungszone und gehörte somit zum neu gegründeten Land Württemberg-Baden, das 1952 im jetzigen Bundesland Baden-Württemberg aufging.
In der Nachkriegszeit entwickelte sich Gruibingen zu einem stattlichen Dorf mit guter Infrastruktur, mehreren Handwerksbetrieben und mittelständischen Unternehmen.

### Religionen

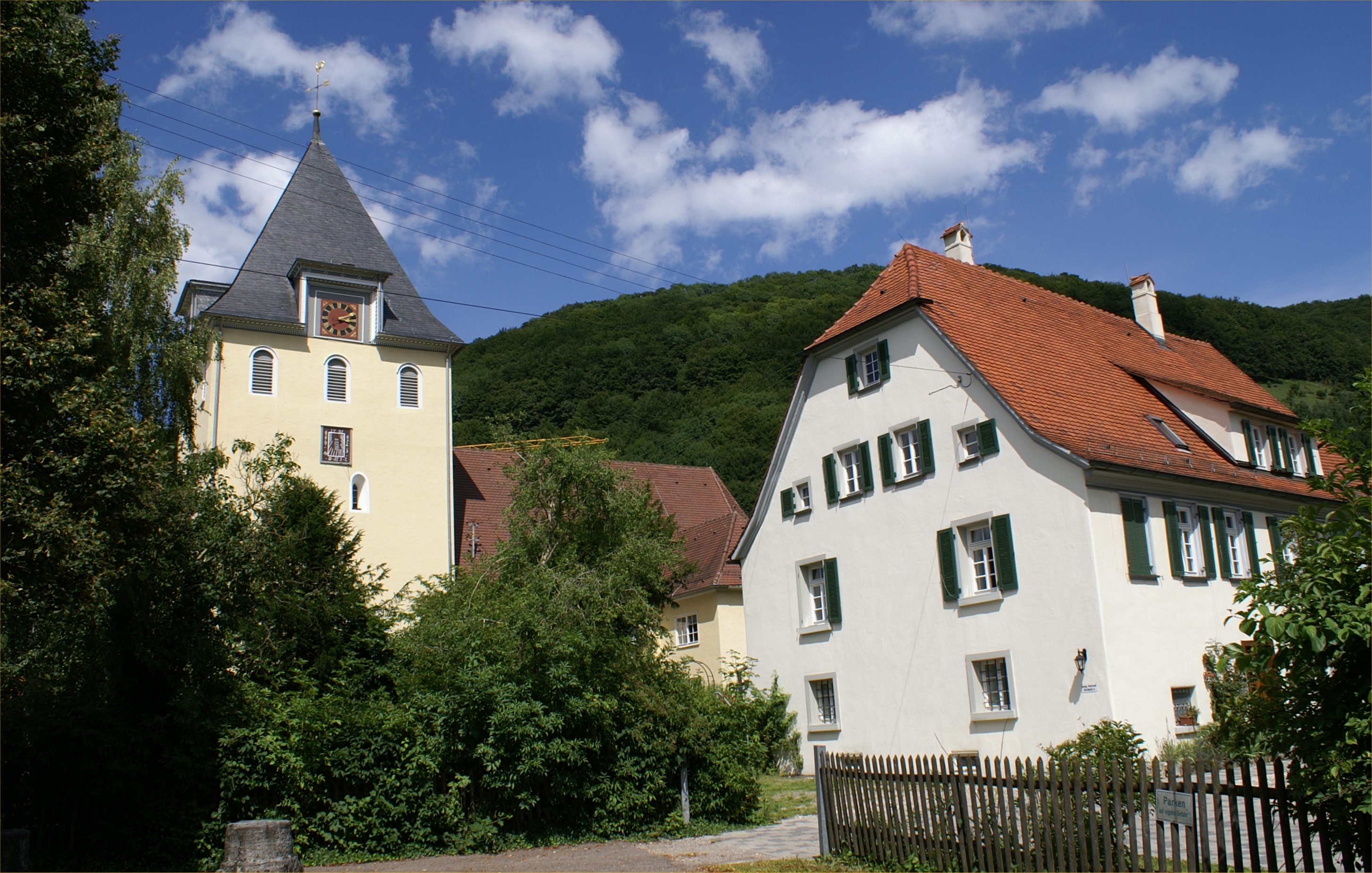
Martinskirche und Pfarrhaus

Seit der Reformation ist Gruibingen evangelisch geprägt. Die heutige evangelische Kirchengemeinde Gruibingen gehörte zunächst zum Kirchenbezirk Göppingen. Mit Wirkung vom 1. Januar 1972 wurde sie zusammen mit der Kirchengemeinde Auendorf in den Kirchenbezirk Geislingen an der Steige der Evangelischen Landeskirche in Württemberg umgegliedert. Die Katholiken bilden mit der benachbarten Gemeinde Mühlhausen im Täle eine eigene Kirchengemeinde, welche wiederum zusammen mit den Kirchengemeinden Hohenstadt und Wiesensteig zur Seelsorgeeinheit Oberes Filstal im Dekanat Göppingen-Geislingen gehören. Der in der Hauptgemeinde Wiesensteig sesshafte Priester versorgt alle vier Gemeinden.

### Einwohnerentwicklung
Quelle: Statistisches Landesamt Baden-Württemberg für die Daten ab 1970
| Datum              | Einwohner |
| ------------------ | --------- |
| 1837               | 0933      |
| 1907               | 0926      |
| 17. Mai 1939       | 0945      |
| 13. September 1950 | 1248      |
| 27. Mai 1970       | 1467      |
| 31. Dezember 1983  | 1709      |
| 25. Mai 1987       | 1836      |
| 31. Dezember 1991  | 2317      |
| 31. Dezember 1995  | 2351      |
| 31. Dezember 2005  | 2204      |
| 31. Dezember 2010  | 2067      |
| 31. Dezember 2015  | 2200      |
| 31. Dezember 2020  | 2213      |

## Politik

### Verwaltungsverband
Gruibingen hat sich mit Drackenstein, Hohenstadt, Mühlhausen im Täle und Wiesensteig zum Gemeindeverwaltungsverband Oberes Filstal zusammengeschlossen.

### Bürgermeister
Der parteilose Roland Schweikert wurde am 27. September 2020 für eine vierte Amtszeit wiedergewählt.

### Gemeinderat
Der Gemeinderat in Gruibingen besteht aus den zehn gewählten ehrenamtlichen Gemeinderäten und dem Bürgermeister als Vorsitzendem. Der Bürgermeister ist im Gemeinderat stimmberechtigt. Die Kommunalwahl am 9. Juni 2024 führte zu folgendem Ergebnis.
| Parteien und Wählergemeinschaften   | % 2024 | Sitze 2024 | % 2019 | Sitze 2019 | % 2014 | Sitze 2014 | % 2009 | Sitze 2009 |
| Freie Unabhängige Wählervereinigung | 33,02  | 3          | 42,33  | 4          | 69,6   | 6          | 77,2   | 8          |
| Frauenliste                         | 25,15  | 2          | 27,75  | 3          | -      | -          | 22,8   | 2          |
| Alternative für Gruibingen          | -      | -          | 29,92  | 3          | 30,4   | 4          | -      | -          |
| Zukunft für Gruibingen              | 25,65  | 3          | -      | -          | -      | -          | -      | -          |
| Bürgerliche Wählervereinigung       | 16,18  | 2          | -      | -          | -      | -          | -      | -          |
| Gesamt                              | 100    | 10         | 100    | 10         | 100    | 10         | 100    | 10         |
| Wahlbeteiligung in %                | 64,99  | 64,99      | 58,84  | 58,84      | 57,6   | 57,6       | 59,4   | 59,4       |

### Wappen
Die Blasonierung des Gemeindewappens von Gruibingen lautet: In Grün ein silbernes Widderhorn in Form einer linken Unterschnecke.
Das Widderhorn, eine Figur des einstigen Ortsadels, ist seit 1930 im Dienstsiegel der Gemeinde vorhanden. Auf Anregung der Archivdirektion in Stuttgart wurde das Widderhorn 1958 nach dem Vorbild eines von Albrecht von Gruibingen geführten Sigels gestaltet. Die Flagge des Ortes ist weiß-grün. Wappen und Flagge wurden am 18. Februar 1959 vom Innenministerium verliehen.

## Wirtschaft und Infrastruktur

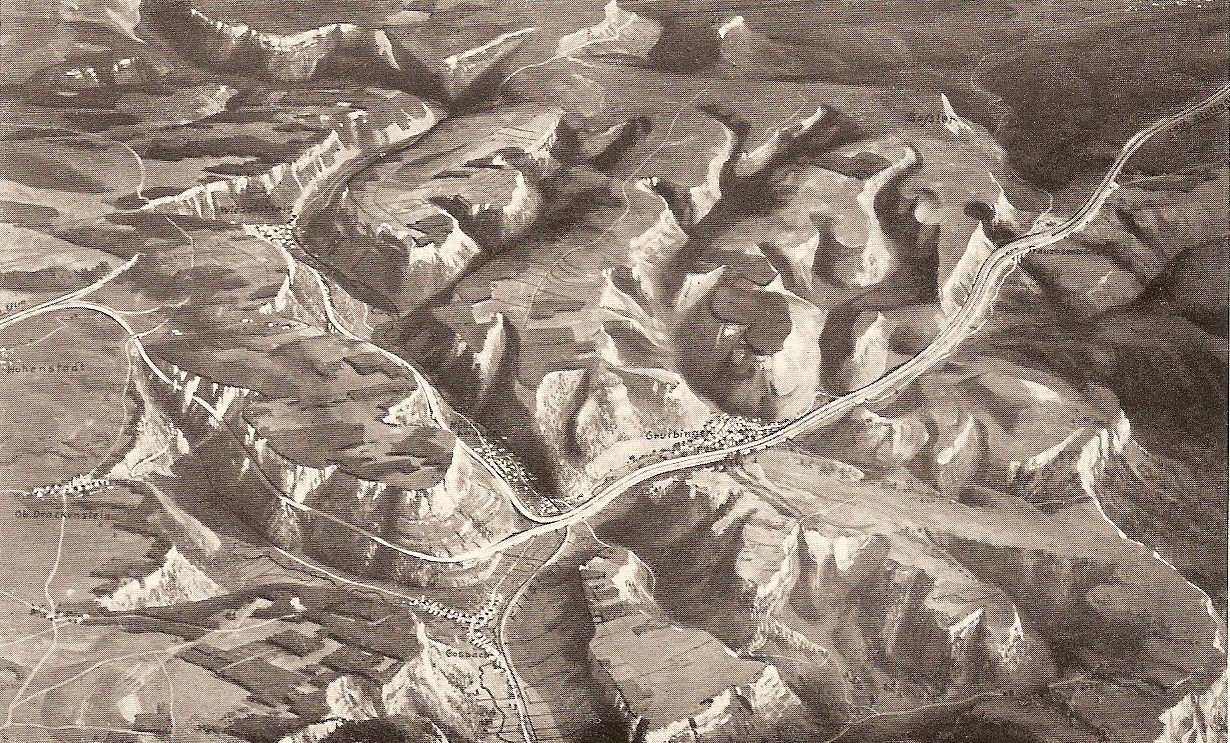
„Reichsautobahn am Steilhang der Alb“ von Michael Zeno Diemer mit Gruibingen (Bildmitte)

### Verkehr
Gruibingen ist durch die Bundesautobahn 8 an das überregionale Straßennetz angeschlossen. Ein in Gruibingen beheimatetes Busunternehmen verbindet den Ort mit der Kreisstadt Göppingen.

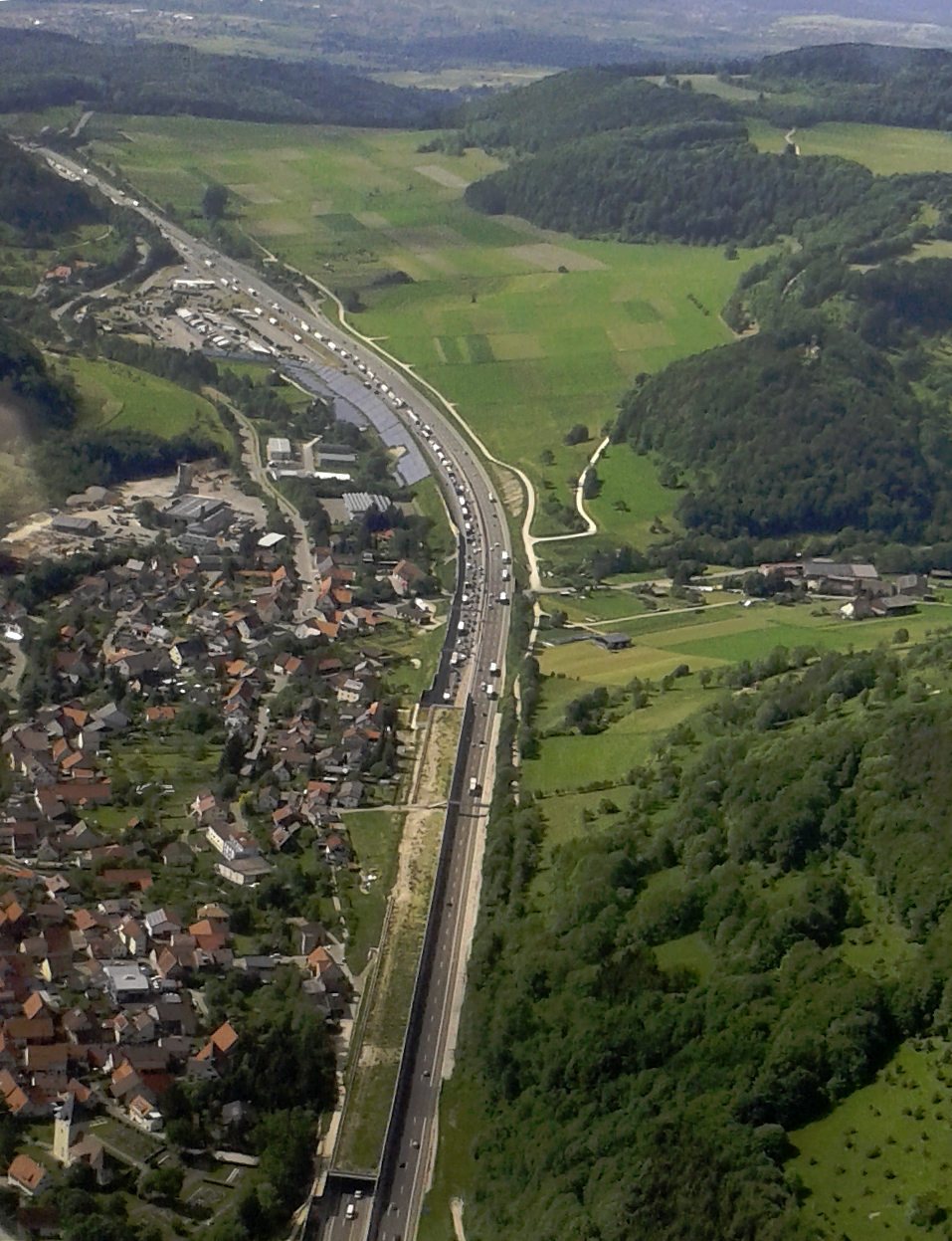
Bundesautobahn 8: Autobahntunnel Gruibingen (in Richtung Stuttgart fotografiert)

Westlich verläuft die Schnellfahrstrecke Wendlingen–Ulm im Boßlertunnel.

### Fluggelände Gruibingen-Nortel
Schon vor dem Zweiten Weltkrieg befand sich auf Gruibinger Gemarkung das Segelfluggelände Gruibingen-Nortel, das heutzutage dem AeroClub Göppingen-Salach als Heimat dient. Im Jahr 2014 erfolgte die Erweiterung zu einem Sonderlandeplatz und damit eine Aufwertung, insbesondere für motorgetriebene Flugzeuge.

### Unternehmen
In Gruibingen befinden sich hauptsächlich kleinere und mittlere Betriebe, davon viele aus dem Handwerksbereich. Zu den größten Unternehmen zählen moll Funktionsmöbel GmbH, ein Hersteller von mitwachsenden Home office und Kindermöbeln, welcher seine Produkte in über 50 Länder exportiert, und die Moll, Tief und Straßenbau GmbH & Co mit über 100 Mitarbeitern. An der Grenze zu Mühlhausen gab es von 1970 bis 2003 ein Werk von Kodak, in dem bis zu 900 Personen arbeiteten. Obwohl das Werk direkt am Ortsrand von Mühlhausen lag, befand sich der größte Teil auf Gruibinger Gemarkung, nur ein kleiner Teil in Mühlhausen. Heute haben sich in den Gebäuden mehrere Unternehmen aus dem Automotive-Bereich angesiedelt.

### Bildungseinrichtungen
In Gruibingen gibt es lediglich eine Grundschule. Weiterführende Schulen müssen in den Nachbarorten besucht werden. Für die Kleinsten gibt es einen gemeindeeigenen Kindergarten.

## Kultur und Sehenswürdigkeiten

### Bauwerke

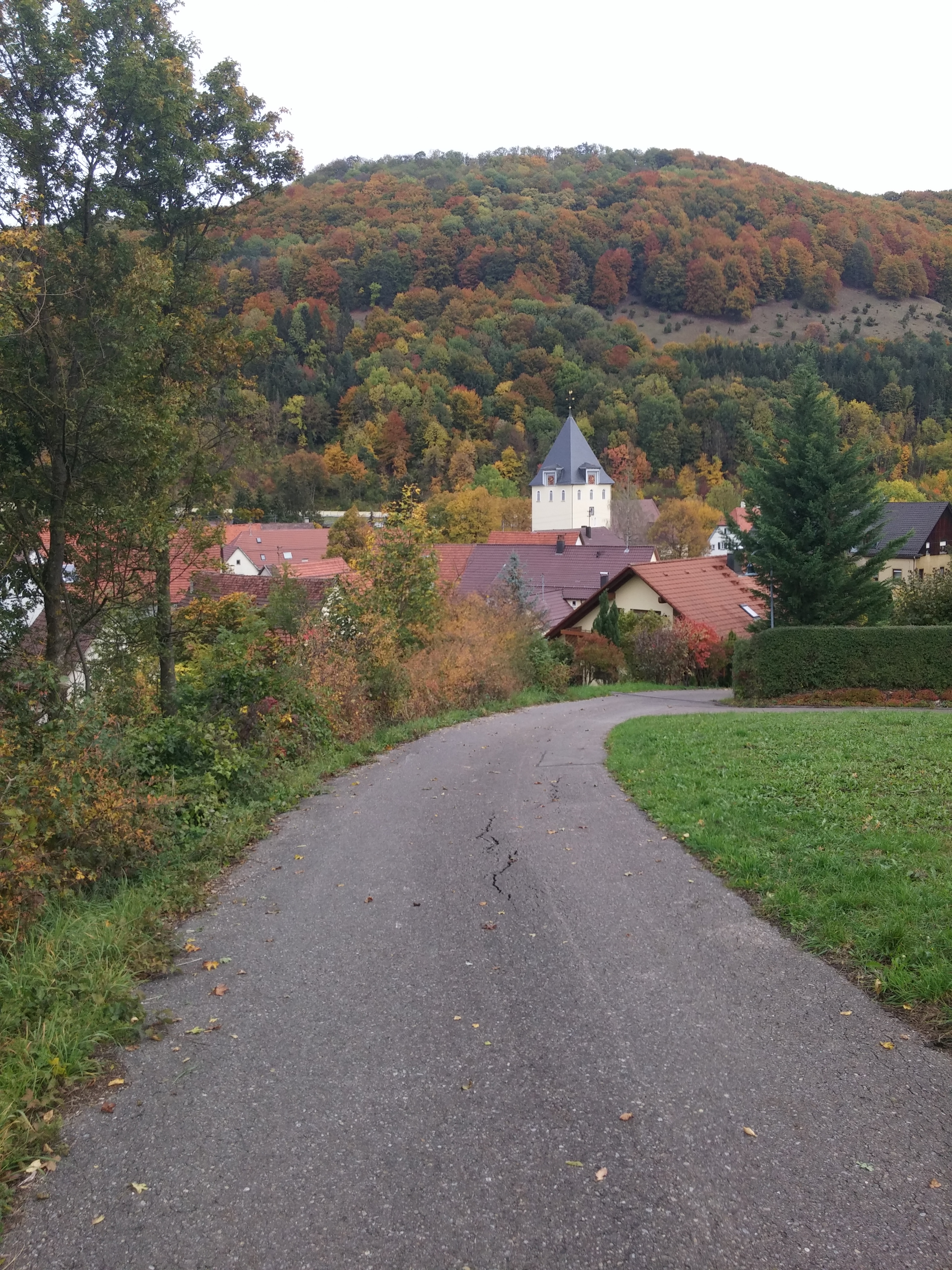
Die Martinskirche mit unterem Dorf

#### Evangelische Martinskirche

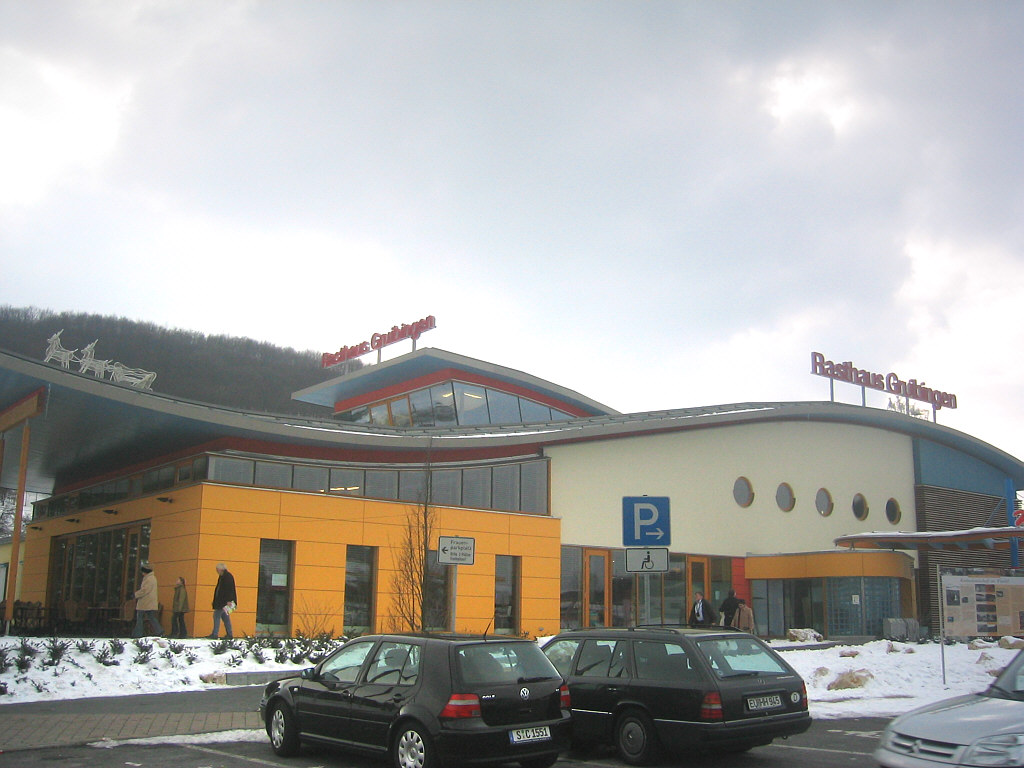
Rasthaus Gruibingen

Die Martinskirche wurde bereits 1184 (damals ohne den Namen Martin) erstmals erwähnt. Im Kern ist es eine romanische Kirche, deren massig-quadratischer, früher schmaler, später breiter Westturm mit turmbreitem und flachgedecktem Schiff wohl im 12. Jahrhundert entstand. Um 1350 wurde ein gleich breiter gotischer Chor mit Dreiseitenschluss, Gewölbe und Chorbogen angebaut. Nach der Reformation waren, wie eine Inschrift besagt, zwei Emporen (wahrscheinlich im Westen und Norden) und 1698 eine Renovierung nötig. 1743 wurde der Chorbogen und das Chorgewölbe und damit der gotische Baustil zugunsten einer durchgehenden Flachdecke entfernt und konsequent eine Saalkirche mit Umlaufempore (auch im Chor), Ausrichtung des Gestühls auf die Kanzel an der Südwand und eine Barockausstattung geschaffen. Diesen Charakter einer Querkirche verlor die Martinskirche dann erst 1973/74 mit der grundlegenden Umgestaltung und neuen Längsausrichtung durch den Ulmer Architekten Folker Mayer (1921–2013): Die Barockkanzel wurde von der Südwand abgenommen und auf einen flachen Steinsockel links vor den Altar gesetzt, von den Emporen verblieb nur die im Westen mit der Orgel, die dort seit 1866 und als Neuinstrument seit 1892 ihren Platz hat. Umfangreiche archäologische und denkmalpflegerische Untersuchungen waren vorausgegangen: mindestens zwei Vorgängerkirchen aus Stein konnten nachgewiesen, bedeutende Wand- und Gewölbemalereien und Bilderzyklen aus der Zeit des beginnenden 14. Jahrhunderts bis zum 15. Jahrhundert in bis zu fünf Schichten (Mal-Horizonten) entdeckt und vieles davon freigelegt und restauriert werden, ebenso zahlreiche Barockbilder von 1743 (Heilsgeschichte, Propheten, Jünger, Passion und Auferstehung Jesu, Apostel, Evangelisten) und von 1817 aus der alten Dorfkirche in Geislingen-Eybach stammende Ergänzungen auf den Emporenbrüstungen. Im 19. Jahrhundert war wegen des schlechten Bauzustands und der wachsenden Bevölkerungszahl zwischenzeitlich ein Kirchenabriss und Neubau für 700 Personen erwogen worden. Man beließ es jedoch 1866 und nochmals 1933 bei zahlreichen Renovierungsmaßnahmen. Glasmalerei des 20. Jahrhunderts wurde in der Farbigkeit den vorherrschenden Wandgemälden angepasst: 1974 schuf der Stuttgarter Glaskünstler Adolf Valentin Saile drei Chorfenster mit den Themen Verlorener Sohn, Passion/Ostern und Barmherziger Samariter. Seine Tochter Anna-Dorothea Kunz-Saile gestaltete 1995 das Südfenster (Weltenrichter, Himmlisches Jerusalem und Das Grün am Wasser des Lebens).

#### Rasthaus Gruibingen
2003 wurde an der A 8 das erste nach den Prinzipien des Feng Shui erbaute und ausgestattete Autobahnrasthaus Europas eröffnet.

#### Franzosenschluchtviadukt
Der Viadukt ist eine Brücke im Zuge der A 8 über die Franzosenschlucht.

### Aussichtspunkte
- Rufstein: Aussichtspunkt auf dem Berg Rufstein, ugs. auch Felsa (Felsen) genannt.Der Rufstein im Winter. Im Vordergrund die Martinskirche

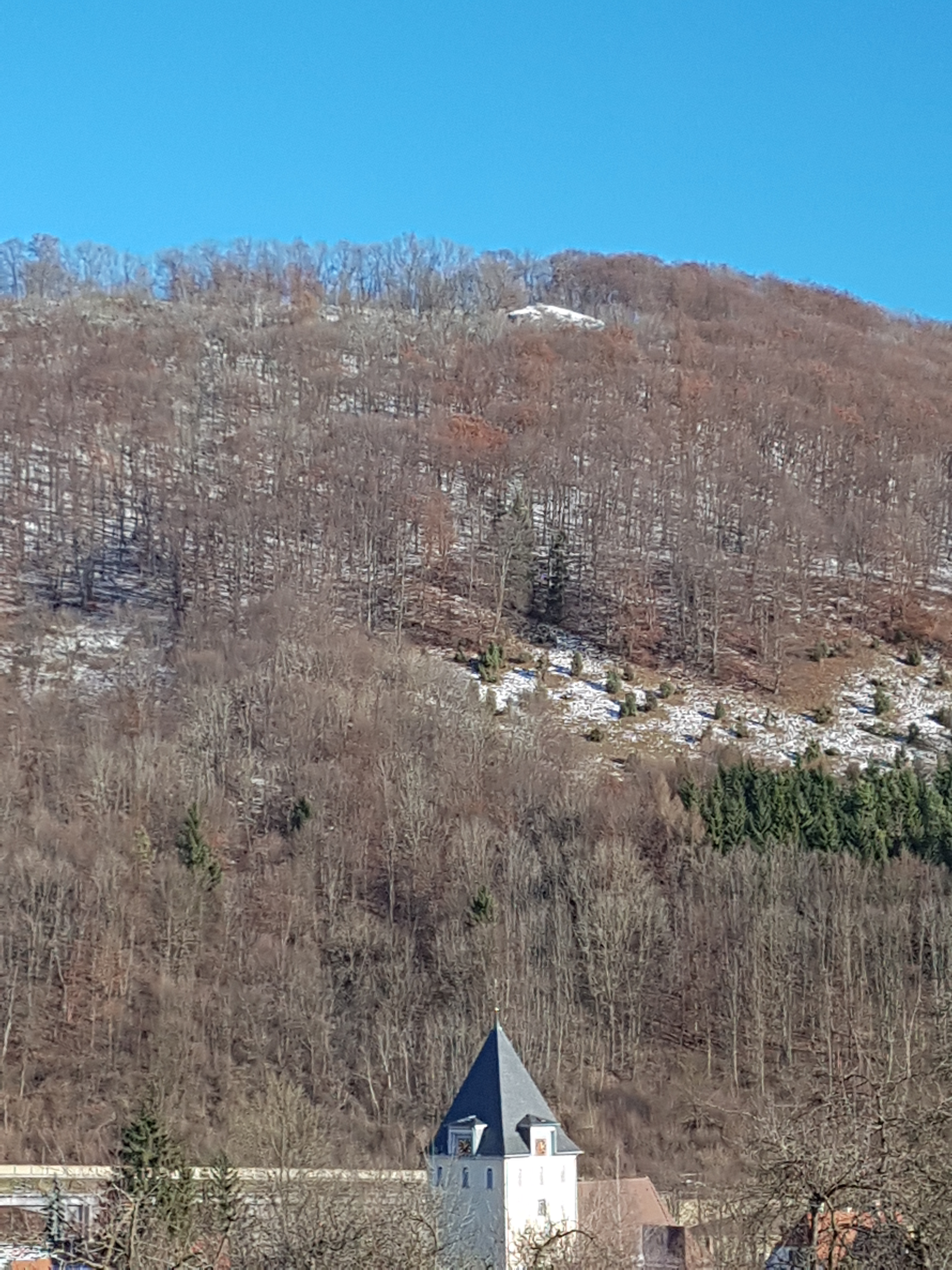
Der Rufstein im Winter. Im Vordergrund die Martinskirche

- Boßler: mehrere Punkte, so z. B. am Naturfreundehaus

## Söhne und Töchter der Gemeinde
- Johann Christoph Albert Moll (1817–1895), Arzt und Medizinhistoriker, Gründer des Vereins für Geschichte des Bodensees und seiner Umgebung
- Gustav Heinrich Lamparter (1826–1898), Oberamtmann, Regierungspräsident in Ulm
- Dorkas Reinacher-Härlin (1885–1968), Keramikerin
- Jochen Stutzky (* 1980), Fußballkommentator und Fernsehmoderator

## Personen mit Bezug zu Gruibingen
- Alena Unger (* 1983), Tschechische Handballspielerin, trainiert eine Handballmannschaft in Gruibingen

## Lammbrauerei Hilsenbeck
Gruibingen ist bekannt für sein Bier. 1728 wurde die Lammbrauerei Hilsenbeck erstmals erwähnt, damals allerdings noch unter dem Namen Allmendinger. Hilsenbecks Brunnenbier „naturtrüb“ wurde 1988 zum ersten Mal aus dem Gruibinger Dorfbrunnen gezapft. Das naturtrübe Bier hat einen Stammwürzegehalt von 12,5 % und wird direkt vom Lagerkeller abgefüllt und nicht vorher filtriert.